# Ivan Radulov
Ivan Radulov, bolgarski šahovski velemojster, * 1939, Bolgarija.